# 茉莉邑薫
茉莉邑 薫（まりむら かおる、2月20日 - ）は、日本の女優、声優。神奈川県川崎市出身。元宝塚歌劇団星組男役。

## 略歴
- 2001年 - 宝塚音楽学校に入学。
- 2003年 - 宝塚歌劇団に89期生として入団。星組に配属し男役として活動[2]。
- 2008年12月7日 - 宝塚歌劇団を退団。
- 2009年 - シグマ・セブンe所属[4]。
- 2018年2月14日 - アミュレート所属[5]。その後フリーに。
- 2021年4月1日 - オフィスアネモネと業務提携[2]。

## 人物
趣味はイラスト、カフェ巡り、メイク道具集め。

## 出演

### 舞台

#### 宝塚歌劇団
- 「花の宝塚風土記」「シニョールドンファン」（2003年）- 初舞台
- 「王家に捧ぐ歌－オペラ「アイーダ」より－」（2003年）
- 「1914/愛」「タカラヅカ絢爛－灼熱のカリビアン・ナイト－」（2004年）
- 「花舞う長安－玄宗と楊貴妃－」「ロマンチカ宝塚`04－ドルチェ・ヴィータ!－」（2004年）
- 「愛するには短すぎる」「ネオ・ダンディズム!―男の美学―」（2006年）
- 「さくら－妖しいまでに美しいおまえ－」「シークレットハンター－この世で、俺に盗めぬものはない－」（2007年）
- 「エルアルコン―鷹―」ヨーク、新人公演：ギャレット提督「レビュー・オルキス―蘭の星―」（2007年）
- 「THE SCARLET PIMPERNEL（スカーレット ピンパーネル）」 - 新人公演：ジェサップ（2008年）
- 「外伝 ベルサイユのばら ―ベルナール編―」「ネオ・ダンディズム!III」（2008年）- 退団公演

#### 宝塚歌劇団退団後
- 舞台『K』（2014年8月6日 - 10日、六本木ブルーシアター） - 淡島世理 役
  - 舞台『K』第二章-AROUSAL OF KING-（2015年8月5日 - 15日、AiiA 2.5 Theater Tokyo / 8月19日 - 22日、メルパルク大阪）
  - 舞台『K』-Lost Small World-（2016年7月22日 - 24日、AiiA 2.5 Theater Tokyo / 7月30日 - 31日、京都劇場）- 淡島世理、伏見木佐 役
- アリスインプロジェクト「GIRLS TREK[6]」（2016年12月7日 - 11日、新宿・THEATER BRATS） - プラクストン 役
- 体内活劇「はたらく細胞」（2018年11月16日 - 25日、シアター1010） - NK細胞 役
- PERSONA5 the Stage（2019年12月13日 - 15日、メルパルク大阪 / 12月19日 - 29日、天王洲 銀河劇場） - 新島冴 役 
  - PERSONA5 the stage #2（2020年10月1日 - 4日、KT Zepp Yokohama / 10月17日 - 18日、サンケイホールブリーゼ）
  - PERSONA5 the stage #3（2021年12月10日 - 12日、メルパルクホール大阪 / 12月16日 - 19日、KT Zepp Yokohama）
  - PERSONA5 the Stage #4 FINAL（2022年10月20日 - 23日、KT Zepp Yokohama）[7]

### テレビアニメ
- 八犬伝―東方八犬異聞― 第二期（2013年、毎日放送・TOKYO MX・テレビ愛知・BS11） - 美女 役
- 金田一少年の事件簿R（2014年、読売テレビ・日本テレビ系列） - 早宮葵 役
- 闇芝居 第2期（2014年、テレビ東京）[8]
- 名探偵コナン（2016年、読売テレビ・日本テレビ系列） - 看護師 役
- 闇芝居 第4期（2017年、テレビ東京）
- 千銃士（2018年、TOKYO MX） - 貴婦人 役
- 海賊王女（2021年、TOKYO MXほか） - アルテミシア 役[9]

### 劇場アニメ
- RABBITS KINGDOM THE MOVIE（2024年） - カラヴィンカ 役[10]

### ゲーム
- ドラゴンクエストX 天星の英雄たち オンライン（2021年 - 2022年） - ヘルヴェル 役[11]、呪炎の傀儡 役[12]

### 吹き替え

#### ドラマ
- ハンドレッド - （レイヴン・レイエス〈リンゼイ・モーガン〉）
- ヘムロック・グローヴ - （シェリー・ゴッドフリー〈マドレーヌ・マーティン〉）

#### アニメ
- FはFamilyのF - （ベン[13]、キューティーパイ[13]）

### CM
- 太陽生命、スポットナレーション

### ネット配信
- 幸せになれる12の場所（BeeTV）ナレーション
- 池袋ウエストゲートパーク（2011年 - 、BeeTV） - ショウ 役

### テレビドラマ
- シェフのそばで。（2013年、TBSテレビ）